# Bahnstrecke Friedrichsdorf–Friedberg
| GTW 2/6 zwischen Rodheim und Burgholzhausen |                                                                  |                                                  |                                                  |
| Streckennummer (DB): | 3611                                                             |                                                  |                                                  |
| Kursbuchstrecke (DB): | 636                                                              |                                                  |                                                  |
| Kursbuchstrecke: | 172b (1934) 196b (1946)                                          |                                                  |                                                  |
| Streckenlänge: | 16,4 km                                                          |                                                  |                                                  |
| Spurweite: | 1435 mm (Normalspur)                                             |                                                  |                                                  |
| Streckenklasse: | C2 (Friedrichsdorf–Burgholzhausen) D4 (Burgholzhausen–Friedberg) |                                                  |                                                  |
| Streckengeschwindigkeit: | 90 km/h                                                          |                                                  |                                                  |
| Zugbeeinflussung: | PZB                                                              |                                                  |                                                  |
| Zweigleisigkeit: | –                                                                |                                                  |                                                  |
| |                                                                  |                                                  |                                                  |
| \| \| \| Main-Weser-Bahn von Kassel \| \| \| \| \| Horlofftalbahn von Wölfersheim-Södel \| \| \| \| 40,1 \| Friedberg (Hess) Endstation \| 148 m \| \| \| \| Friedberg Gbf \| \| \| \| \| Industrieanschlüsse \| \| \| \| \| Strecke nach Hanau (niveaufrei) \| \| \| \| \| Main-Weser-Bahn nach Frankfurt \| \| \| \| \| (ehem. Trasse) \| \| \| \| 37,8 \| Straßheim (Bk, bis 1968) \| Straßheim (Bk, bis 1968) \| \| \| \| \| \| \| \| 37,1 \| Friedberg Industriestammgleis (Awanst, bis 2010) \| Friedberg Industriestammgleis (Awanst, bis 2010) \| \| \| \| \| \| \| \| 36,9 \| Friedberg Süd \| Friedberg Süd \| \| \| \| B 3 \| \| \| \| 35,7 \| Feldweg \| Feldweg \| \| \| \| Rosbacher Mineralbrunnen (1902–1926) \| \| \| \| 32,4 \| L 3352 \| L 3352 \| \| \| 32,3 \| Rosbach v d Höhe (1985–2002 Hp) \| Rosbach v d Höhe (1985–2002 Hp) \| \| \| 32,0 \| vom Rewe-Lager (zugewachsen, 1987–2000) \| vom Rewe-Lager (zugewachsen, 1987–2000) \| \| \| 28,7 \| Rodheim v d Höhe (bis 2002 Bf) \| Rodheim v d Höhe (bis 2002 Bf) \| \| \| 28,6 \| L 3204 \| L 3204 \| \| \| 26,8 \| Burgholzhausen v d Höhe \| Burgholzhausen v d Höhe \| \| \| 26,5 \| Erlenbach-Viadukt \| Erlenbach-Viadukt \| \| \| 25,8 \| A 5, L 3057 \| A 5, L 3057 \| \| \| 24,1 \| von Albshausen \| von Albshausen \| \| \| 23,8 \| Friedrichsdorf (Taunus) Endstation \| Friedrichsdorf (Taunus) Endstation \| \| \| \| Homburger Bahn nach Frankfurt \| \| \| \| \| \| \| \| Quellen: [1][2] \| \| \| \| |                                                                  |                                                  |                                                  |
| Strecke |                                                                  | Main-Weser-Bahn von Kassel                       | Main-Weser-Bahn von Kassel                       |
| Strecke · Strecke von links |                                                                  | Horlofftalbahn von Wölfersheim-Södel             | Horlofftalbahn von Wölfersheim-Södel             |
| Kopfbahnhof Streckenanfang · S-Bahnhof · Bahnhof | 40,1                                                             | Friedberg (Hess) Endstation                      | 148 m                                            |
| Strecke · Strecke · Dienststation / Betriebs- oder Güterbahnhof |                                                                  | Friedberg Gbf                                    | Friedberg Gbf                                    |
| Abzweig geradeaus und ehemals nach rechts · Strecke · Strecke |                                                                  | Industrieanschlüsse                              | Industrieanschlüsse                              |
| Strecke · Abzweig geradeaus und nach links · Kreuzung geradeaus oben und links |                                                                  | Strecke nach Hanau (niveaufrei)                  | Strecke nach Hanau (niveaufrei)                  |
| Strecke · Strecke nach links · Kreuzung geradeaus oben und links (Strecke geradeaus außer Betrieb) |                                                                  | Main-Weser-Bahn nach Frankfurt                   | Main-Weser-Bahn nach Frankfurt                   |
| Strecke nach links · Abzweig von rechts und ehemals von links · Strecke nach rechts (außer Betrieb) |                                                                  | (ehem. Trasse)                                   | (ehem. Trasse)                                   |
| ehemalige Blockstelle | 37,8                                                             | Straßheim (Bk, bis 1968)                         | Straßheim (Bk, bis 1968)                         |
| |                                                                  |                                                  |                                                  |
| Abzweig geradeaus und ehemals nach links | 37,1                                                             | Friedberg Industriestammgleis (Awanst, bis 2010) | Friedberg Industriestammgleis (Awanst, bis 2010) |
| |                                                                  |                                                  |                                                  |
| Haltepunkt / Haltestelle | 36,9                                                             | Friedberg Süd                                    | Friedberg Süd                                    |
| Strecke mit Straßenbrücke |                                                                  | B 3                                              | B 3                                              |
| Bahnübergang | 35,7                                                             | Feldweg                                          | Feldweg                                          |
| Abzweig geradeaus und ehemals von links |                                                                  | Rosbacher Mineralbrunnen (1902–1926)             | Rosbacher Mineralbrunnen (1902–1926)             |
| Bahnübergang | 32,4                                                             | L 3352                                           | L 3352                                           |
| Bahnhof | 32,3                                                             | Rosbach v d Höhe (1985–2002 Hp)                  | Rosbach v d Höhe (1985–2002 Hp)                  |
| Abzweig geradeaus und ehemals von rechts | 32,0                                                             | vom Rewe-Lager (zugewachsen, 1987–2000)          | vom Rewe-Lager (zugewachsen, 1987–2000)          |
| Haltepunkt / Haltestelle | 28,7                                                             | Rodheim v d Höhe (bis 2002 Bf)                   | Rodheim v d Höhe (bis 2002 Bf)                   |
| Bahnübergang | 28,6                                                             | L 3204                                           | L 3204                                           |
| Haltepunkt / Haltestelle | 26,8                                                             | Burgholzhausen v d Höhe                          | Burgholzhausen v d Höhe                          |
| Brücke über Wasserlauf | 26,5                                                             | Erlenbach-Viadukt                                | Erlenbach-Viadukt                                |
| Brücke | 25,8                                                             | A 5, L 3057                                      | A 5, L 3057                                      |
| Abzweig geradeaus und von rechts | 24,1                                                             | von Albshausen                                   | von Albshausen                                   |
| Bahnhof mit S-Bahn-Halt | 23,8                                                             | Friedrichsdorf (Taunus) Endstation               | Friedrichsdorf (Taunus) Endstation               |
| Strecke |                                                                  | Homburger Bahn nach Frankfurt                    | Homburger Bahn nach Frankfurt                    |
| |                                                                  |                                                  |                                                  |
| Quellen: |                                                                  |                                                  |                                                  |

Die Bahnstrecke Friedrichsdorf–Friedberg ist eine eingleisige, nicht elektrifizierte Nebenbahn in Hessen. Im Verzeichnis örtlich zulässiger Geschwindigkeiten (VzG) von DB Netz ist sie Teil der durchgehenden Bahnstrecke 3611 Frankfurt (Main) Hbf tief–Friedberg (Hessen). Sie ist als Kursbuchstrecke 636 in den Rhein-Main-Verkehrsverbund integriert und wird dort als R-Linie 16 geführt.

## Geschichte
Die Planung einer Verbindung nach Friedberg als Fortsetzung der Homburger Bahn begannen schon 1868. Es war jedoch nicht klar, ob zuerst die Verbindung zur Main-Weser-Bahn hergestellt oder eine Strecke in den Taunus gebaut werden sollte. Die Entscheidung fiel letztlich zugunsten der Bahnstrecke Friedrichsdorf–Albshausen. 
1896 vereinbarten das Königreich Preußen (Friedrichsdorfer Ende der Strecke) und das Großherzogtum Hessen (Friedberger Ende der Strecke) einen Staatsvertrag über den Bau.
Baubeginn war 1898 und am 15. Juli 1901 konnte die Strecke in Betrieb genommen werden. Die Züge starteten damals im Kopfbahnhof Homburg Neu an der unteren Louisenstraße, der seit 1895 schon als Ausgangspunkt der Usinger Bahn diente. Auf kaiserlichen Wunsch Wilhelm II. und um die Kapazitäten zu erhöhen, wurde die gesamte Strecke von Frankfurt an über Bad Homburg und Friedrichsdorf bis nach Friedberg zwischen 1907 und 1912 zweigleisig ausgebaut und in Bad Homburg ein Durchgangsbahnhof errichtet. Dadurch wurde die ursprünglich als Querverbindung erbaute Strecke samt dem Abschnitt Bad Homburg–Friedrichsdorf der Usinger Bahn ein Teil der Homburger Bahn, was sich auch in der fortlaufenden Kilometrierung widerspiegelt.

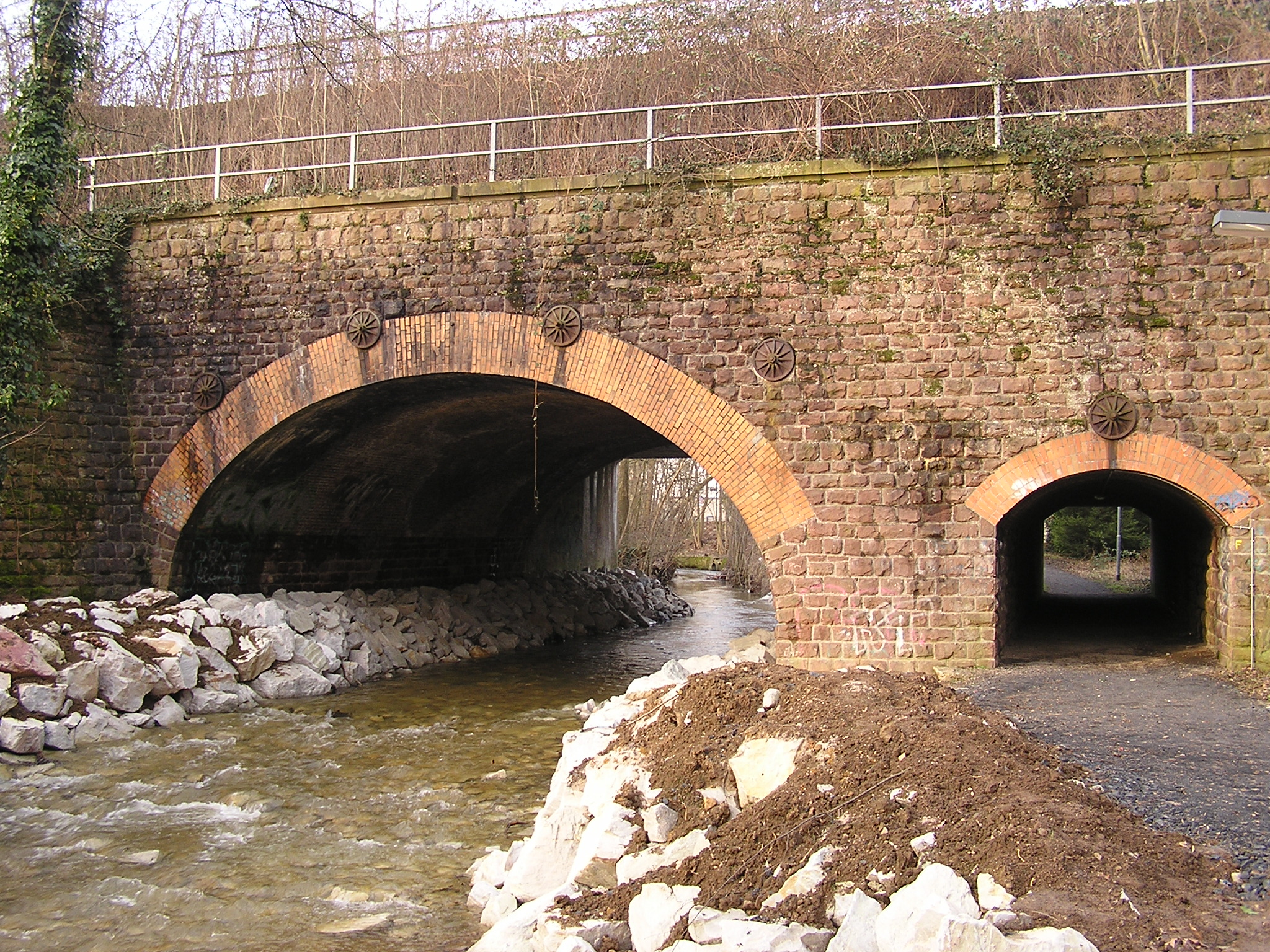
Erlenbachbrücke in Burgholzhausen von 1897 in Gewölbe-Bauweise. Dahinter gut erkennbar die für das zweite Gleis angebaute Stahlbetonbrücke.

Seit dem Ausbau verkehrten auf der Strecke auch Züge der Bäderbahn, Eilzüge von Wiesbaden über Höchst und Bad Homburg nach Bad Nauheim und ein tägliches Durchgangszug-Paar Berlin–Wiesbaden.
Auf Grund sinkender Rentabilität wurde nach dem Ende des Ersten Weltkrieges das zweite Streckengleis abgebaut. Mit dem Nationalsozialismus wurde es für die geplante Linie Friedberg–Hungen–Alsfeld–Hersfeld wieder verlegt. Im Zweiten Weltkrieg dann wurde eine Brücke des zweiten Gleises, die in der Bahnhofseinfahrt Friedberg über die Main-Weser-Bahn führte, zerstört. Daraufhin wurde das zweite Streckengleis abermals zurückgebaut; bis 1950 der Streckenteil Friedberg–Rosbach, bis 1968 der Teil Rosbach–Friedrichsdorf. Damit wurde auch die Blockstelle Straßheim am Beginn der ursprünglichen Bahnhofseinfädelung überflüssig. Anhand der Breite des Bahndamms und der Brücken ist die Lage des ehemaligen zweiten Gleises aber größtenteils noch erkennbar, am Industrieanschluss in Rosbach wurde ein Stück als Schutzweiche beibehalten. Auch die Brücke über die Strecke nach Hanau ist noch vorhanden, heute führt eine Güterverbindung von der Main-Weser-Bahn zum Güterteil des Bahnhofs darüber.
Während der Streckenteil Frankfurt–Friedrichsdorf elektrifiziert und auf das neue Zentral-Relaisstellwerk in Bad Homburg umgestellt wurde, blieben an diesem Teil die mechanischen Stellwerke zunächst erhalten, wobei Rosbach 1985 zum Haltepunkt zurückgebaut wurde. Auch betrieblich wurde die Trennung der Streckenteile gegen Ende des 20. Jahrhunderts größer: Der dichte Takt und die Einführung von S-Bahn-Triebwagen bis Friedrichsdorf stand dem Einsatz vor allem von Wendezügen mit n-Wagen und Loks der Baureihe V 100 sowie Uerdinger Schienenbussen und später der Baureihe 628 gegenüber, die immer seltener fuhren. Die Triebwagen der Baureihe 628 standen außerhalb der Einsatzzeit meist außerhalb des Friedrichsdorfer Bahnhofs auf einem heute nicht mehr angeschlossenen Ablaufberg in Seulberger Richtung. Mit dem S-Bahn-Betrieb nach Friedrichsdorf und Friedberg wurden auch die durchgehenden Züge Friedberg–Bad Homburg–Frankfurt endgültig eingestellt, wenngleich einige Fernzüge noch die Alternativroute nutzten. Erst mit dem Rhein-Main-Verkehrsverbund wurde wieder ein 30-/60-Minuten-Takt eingeführt.
Am 24. Mai 1998 übernahm nach vorangegangenen Überlegungen zur Stilllegung der Strecke die Butzbach-Licher Eisenbahn (BLE), eine Tochter der HLB, die Betriebsführung. Eigens dafür wurden neue Triebwagen vom Typ Stadler GTW beschafft.
Aufgrund des guten Erfolgs und steigender Fahrgastzahlen gab es auch Planungen, die Strecke wieder zweigleisig auszubauen oder zu elektrifizieren. Nur wenige Brücken hätten verbreitert werden müssen. Eine Fußwegbrücke in Friedrichsdorf parallel zur Färberstraße wurde zwischenzeitlich im Rahmen ihrer Erneuerung gleich für eine eventuelle Oberleitung erhöht. Man entschied sich jedoch für eine sparsamere Modernisierung. Dabei wurden Anfang 2002 die Schienen vollständig mit Y-Schwellen erneuert. Auch die Stationen wurden renoviert und eine neue, Friedberg Süd, kam hinzu. Der Bahnhof Rosbach v d Höhe, der seitdem zeitlich auf halber Strecke liegt, wurde vom Haltepunkt zum Kreuzungsbahnhof ausgebaut. Dafür wurde die Kreuzungsmöglichkeit in Rodheim aufgegeben und die Station zum Haltepunkt zurückgebaut. Schließlich wurde die Signaltechnik modernisiert. Dabei wurde die Bahn von einer Hauptbahn zur Nebenbahn heruntergestuft. Für einen Teil der Bauarbeiten musste der Verkehr für mehrere Wochen eingestellt werden. Am 21. April 2002 wurde die Wiederinbetriebnahme mit zwei auf der Strecke pendelnden Sonderzügen (Dampfzug und GTW) gefeiert, einen Tag später wurde der reguläre Betrieb mit neuem Fahrplan aufgenommen. Dieser beinhaltete neben einem ausgedehnten Halbstundentakt werktags auch wieder vollständigen Wochenendverkehr. Außerdem änderten sich einige Anschlusszeiten in den Endstationen.
Der Ersatzneubau der Brücke über die ehemalige Bundesstraße 3 am Haltepunkt Friedberg Süd machte im Juli 2017 eine dreiwöchige Vollsperrung der Strecke notwendig.

## Strecke
Die Strecke beginnt im Bahnhof Friedrichsdorf (Taunus), wo sie auch mit der der Strecke nach Albshausen verknüpft ist, und verläuft anschließend in einer weiten Rechtskurve in östliche Richtung. Nach der Überquerung der Bundesautobahn 5 liegt der Haltepunkt Friedrichsdorf-Burgholzhausen. In der Wetterau liegt hinter einem Bahnübergang der Haltepunkt und frühere Bahnhof Rosbach-Rodheim, in dem bis 1992 häufig wie in der Wetterau typisch Rüben verladen wurden. Darauf folgt der heutige Bahnhof Rosbach v d Höhe. Hier gibt es seit 1987 einen Industrieanschluss zum Lager der Rewe Group, der seit 2000 nicht mehr bedient wird und inzwischen überwachsen ist. Um 2015 wurde die Anschlussweiche ausgebaut. Noch im Bahnhofsbereich schließt sich der zweite Bahnübergang an. Am Rand von Friedberg liegt der neueste Haltepunkt der Strecke, Friedberg Süd. Hier gab es bis 2010 rechts (südlich) wieder ein Industriegleis mit Ausweichanschlussstelle, das zwar noch angeschlossen war, aber nicht mehr verwendet wurde. Da der Bahndamm relativ hoch ist, wurde das eigentliche Gleis wie bei einer Spitzkehre erreicht. Der Abzweig war wie der zum Rewe-Lager durch Achszähler in die neue Stellwerkstechnik integriert. Vorbei an der ehemaligen US-amerikanischen Kaserne (Ray Barracks) erreicht die Bahn den Bahnhof Friedberg (Hessen), in dem sie auf die Main-Weser-Bahn mündet. Bis zur Umstellung des Bahnhofs auf ein elektronisches Stellwerk mündete vorher noch links (stadtseitig/westlich) ein Industriegleis zu einem Raiffeisenlagerhaus und zur ehemaligen Kaserne ein.

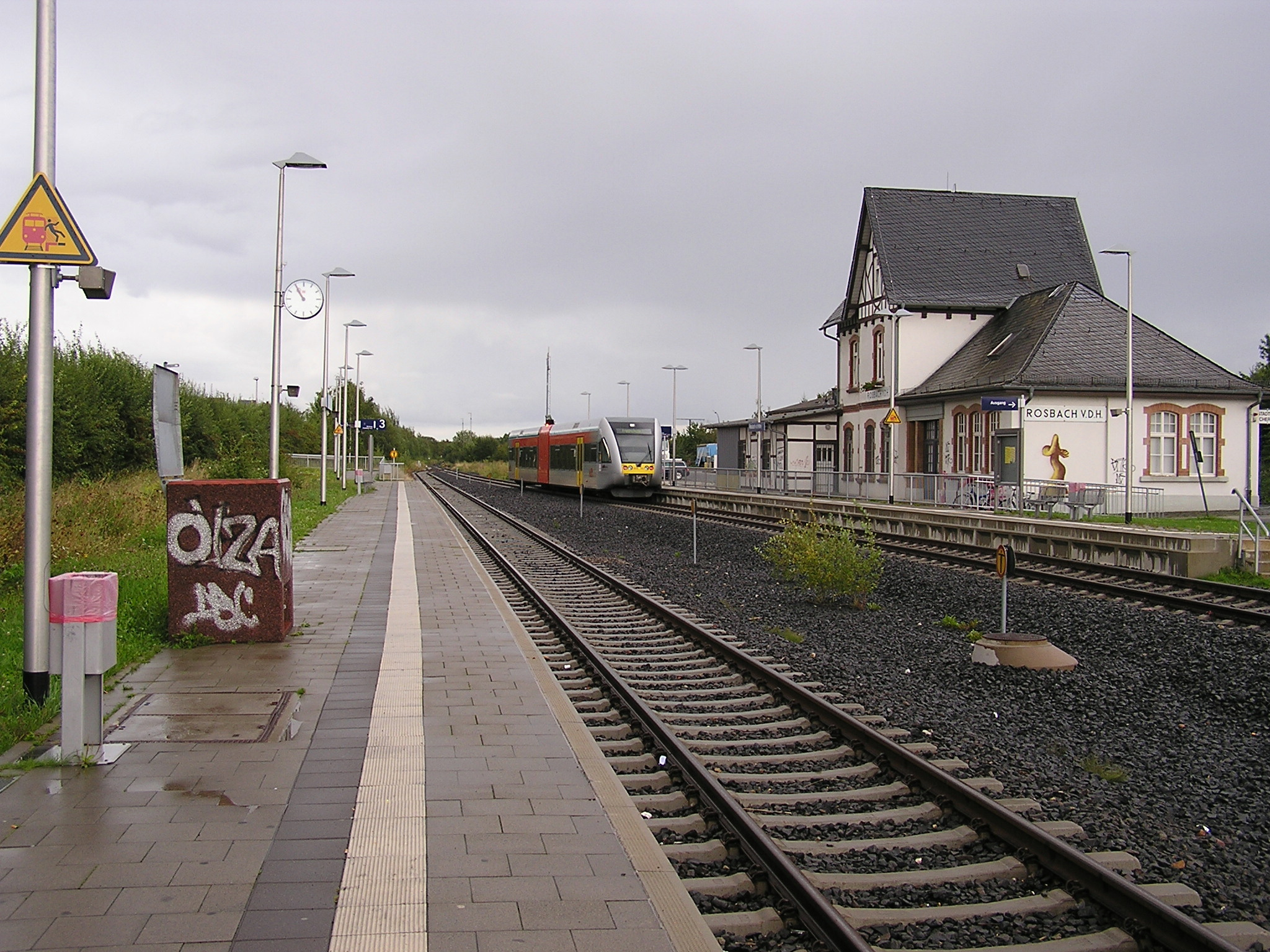
GTW 2/6 im Bahnhof Rosbach v d Höhe

Die Züge aus Friedrichsdorf halten in Friedberg meist auf dem Kopfgleis 1a und dem benachbarten Durchgangsgleis 1, wobei bevorzugt Gleis 1 genutzt wird. Bis zum Fahrplanwechsel im Dezember 2018 wurde hauptsächlich Gleis 1a benutzt. In Friedrichsdorf wird hauptsächlich das Gleis 4, seltener auch das Nachbargleis 5 angefahren. Abgesehen von den Endstationen weisen alle Bahnsteige eine Höhe von 55 Zentimetern auf und sind barrierefrei erreichbar. Ein Umbau eines Bahnsteigs in Friedrichsdorf auf 55 Zentimeter war mit Rückbau der nördlichen Weichen zeitweise angedacht, hätte jedoch die betriebliche Flexibilität radikal eingeschränkt. Inzwischen steht ein barrierefreier Umbau des Bahnhofs fest, jedoch soll es wegen den geplanten Änderungen von Linienweg und Fahrzeugeinsatz (siehe Abschnitt Zukunft) bei 76 Zentimetern bleiben.
Die Signale des Bahnhofs Rosbach sowie zwei Bahnübergänge in Rosbach und Rodheim werden von einem elektronischen Stellwerk des Typs Sig L 90 mit Bedienplatz im Stellwerk Bad Homburg an der Homburger Bahn überwacht und gesteuert, genauer im signalisierten Zugleitbetrieb, die Zuglaufmeldungen erfolgen via analogem Zugfunk VzF 95. Der Bahnhof Friedrichsdorf ist an das Bad Homburger Relaisstellwerk angeschlossen. Der Bahnhof Friedberg wurde früher durch elektromechanische Stellwerke, seit 25. Oktober 2015 durch das elektronische Stellwerk Friedberg gesteuert.

## Betrieb
Die Strecke wird von der DB Netz unterhalten und seit 1. April 2023 von der Regionalverkehre Start Deutschland GmbH, derzeit mit Fahrzeugen der HLB Hessenbahn GmbH, befahren. Als Rollmaterial wurden zwischen 1998 und 2022 GTW 2/6 eingesetzt. Die Fahrzeuge hatten eine für die Bahnsteige an den Unterwegsstationen passende Einstiegshöhe von 55 Zentimetern und waren teilweise mit Toiletten ausgestattet. Die dichteste Taktfolge ist in der Hauptverkehrszeit ein 30-Minuten-Takt mit Kreuzung in Rosbach. Bis auf wenige Zugpaare in der Hauptverkehrszeit seit wenigen Jahren, die in Doppeltraktion gefahren wurden, waren stets einzelne Triebwagen unterwegs.
Der im Zuge der geplanten Umstellung des Taunusnetzes des RMV auf wasserstoffbasierte Brennstoffzellenzüge vorgesehene Einsatz von Coradia-iLint-Zügen des Herstellers Alstom verzögerte sich immer wieder. Abhängig von der Zahl der verfügbaren Wasserstofffahrzeuge sollte der Fahrzeugwechsel auf die vom RMV angeschafften Triebwagen zunächst im Sommer 2023 erfolgen. Da im November 2023 immer noch nicht alle Züge geliefert waren, fuhren jedoch weiterhin Dieselzüge vom Typ Alstom Coradia LINT 41 der HLB. Dieser Zustand hielt auch im Herbst 2024 noch an.

## Zukunft
Im Rahmen der geplanten Elektrifizierung der Strecke nach Usingen soll die Linie 16 zur Kapazitätssicherung bis nach Bad Homburg durchgebunden werden. Um die Anschlüsse zu optimieren, müsste in Rodheim wieder eine Kreuzungsstelle errichtet werden. Der Umbau des Haltepunkt Rodheim zum zweigleisigen Kreuzungsbahnhof soll ab Mai 2025 erfolgen. Zusätzlich wird ein neues elektronisches Stellwerk in Rodheim errichtet und dadurch der Zugleitbetrieb auf der Gesamtstrecke abgeschafft.
Die DB Netz plant eine Elektrifizierung der Gesamtstrecke sowie den Bau eines Schaltpostens in Friedrichsdorf.